# Un lloc al paradís
Un lloc al paradís (títol original en alemany, Neustart auf Mauritius) és un telefilm alemany del 2018 dirigida per Peter Stauch. És la pel·lícula pilot de la sèrie d'ARD Doctora al paradís amb l'actriu Anja Knauer com a doctora Filipa Wagner en el paper principal. Tobias Licht, Helmut Zierl, Tyron Ricketts i Dennenesch Zoudé estan repartits en papers principals. S'ha doblat al valencià per a À Punt, que va estrenar-la el 4 d'agost de 2024.
La pel·lícula es va emetre per primera vegada el 19 de gener de 2018 a la franja Endlich Freitag im Ersten del canal Das Erste.

## Producció

### Rodatge
Es va filmar a Maurici i els voltants del 16 de maig al 17 de juliol de 2017. La pel·lícula va ser produïda per Tivoli Film Production i Two Oceans Production en nom d'ARD Degeto per a Das Erste. Giselher Venzke i Andre Loggenberg van ser-ne els coproductors, mentre que Birgit Titze i Stefan Kruppa es van ocupar del muntatge. La direcció de producció va ser per a Megan Korzynski, i la direcció de producció per a Tina Oswald (Two Ocenas Production), Alfred Strobl (Tivoli Film) i Kirsten Frehse (ARD Degeto).

### Banda sonora
- Walk Through the Fire – Zayde Wolf amb Ruelle
- Here Comes the Sun – Colbie Caillat
- Waiting on an Angel – Ben Harper
- Castle on the Hill – Ed Sheeran
- Can’t Stop the Feeling! – Justin Timberlake
- When Your Heart Is A Stranger – Friends in Paris
- Wir sind groß – Mark Forster

## Rebuda
Quan es va emetre per primera vegada a ARD el 19 de gener de 2018, 4,30 milions d'espectadors van sintonitzar la pel·lícula, amb una quota de pantalla del 13,3 %.